# Lepteria sacraria
Lepteria sacraria är en fjärilsart som beskrevs av George Francis Hampson 1918. Lepteria sacraria ingår i släktet Lepteria och familjen nattflyn. Inga underarter finns listade i Catalogue of Life.